# Pop (álbum de Fanatic Crisis)
Pop é o quinto álbum de estúdio da banda japonesa de rock Fanatic Crisis, lançado em 27 de junho de 2001. Os singles do álbum são "Life", "Hal [hal]", tema do drama japonês Ai wa Seigi, "Jet hyp!", tema do programa de televisão Guru Guru Ninety Nine, e "Yuragi". A última música, "Subete no Tomo no Tame ni Kitto Asuhakurukara.", é uma faixa bônus incluída apenas na primeira edição.

## Desempenho comercial
Pop alcançou a 19ª posição nas paradas da Oricon Albums Chart, permanecendo na parada por duas semanas. Vendeu cerca de 19,200 cópias enquanto esteve na parada.
Os singles "Life", "Hal [hal]", "Jet hyp!" e "Yuragi" alcançaram a 30ª, 28ª, 22ª e 27ª posição na Oricon Singles Chart, respectivamente.

## Faixas
Todas as faixas escritas e compostas por Tsutomu Ishizuki, exceto onde notado, e todos os arranjos por Yoshihiro Kambayashi. 
| N.º            | Título                              | Música            | Duração |  |
| 1.             | "JET hyp!"                          | Kazuya e Ishizuki | 3:55    |  |
| 2.             | "Wonderful Life" (ワンダフルライフ) |                   | 3:53    |  |
| 3.             | "Hal [hal]" (hal [ハル])            |                   | 4:19    |  |
| 4.             | "Maria C."                          |                   | 5:19    |  |
| 5.             | "Taion o Koete" (体温をこえて)      |                   | 5:07    |  |
| 6.             | "summer emotion"                    |                   | 4:16    |  |
| 7.             | "tender is..."                      |                   | 4:19    |  |
| 8.             | "if."                               |                   | 4:46    |  |
| 9.             | "P.O.P"                             | Fanatic Crisis    | 2:19    |  |
| 10.            | "LOOP"                              |                   | 4:17    |  |
| 11.            | "Jinsei Game" (人生ゲーム)          |                   | 3:57    |  |
| 12.            | "Yuragi" (ゆらぎ)                   |                   | 5:16    |  |
| 13.            | "LIFE"                              |                   | 3:42    |  |
| 14.            | "CRASH IN THE DAYS"                 |                   | 5:00    |  |
| Duração total: | Duração total:                      | Duração total:    | 60:24   |  |

| Faixa bônus da primeira edição |                                                                                             |                |         |  |
| N.º                            | Título                                                                                      | Música         | Duração |  |
| 15.                            | "Subete no Tomo no Tame ni Kitto Asuhakurukara." (すべての友のためにきっと明日は来るから。) | Fanatic Crisis | 2:32    |  |
| Duração total:                 | Duração total:                                                                              | Duração total: | 62:56   |  |

## Ficha técnica
Fanatic Crisis
- Tsutomu Ishizuki − vocais
- Kazuya − guitarra solo
- Shun − guitarra rítmica
- Ryuji − baixo
- Tohru − bateria